# Waldemar Bernatzky
Waldemar Bernatzky (* 28. September 1920 in Nueva Helvecia; † 2005) war ein uruguayischer Radrennfahrer.

## Sportliche Laufbahn
Bernatzky war Teilnehmer der Olympischen Sommerspiele 1948 in London. In der Mannschaftsverfolgung kam er mit seinen Teamkameraden Atilio François Baldi, Juan de Armas und Luis Ángel de los Santos auf den 4. Rang. Im olympischen Straßenrennen schied er beim Sieg von José Beyaert aus. Die uruguayische Mannschaft kam in der Mannschaftswertung nicht in die Wertung. Über sein weiteres Leben und seine sportlichen Erfolge ist nichts bekannt.